# Isabelle de Bourbon-Parme
Pour les articles homonymes, voir Isabelle d'Espagne.
Marie-Isabelle Louise Antoinette Ferdinande Joséphine Xavière Dominique Jeanne de Bourbon-Parme, princesse de Parme, née le 31 décembre 1741 à Madrid et morte le 27 novembre 1763  à Vienne, est la fille de Philippe Ier, duc de Parme, Plaisance et Guastalla et de Louise-Élisabeth de France, fille aînée du roi de France Louis XV.

## Biographie

### Des parents entre l'Espagne et la France

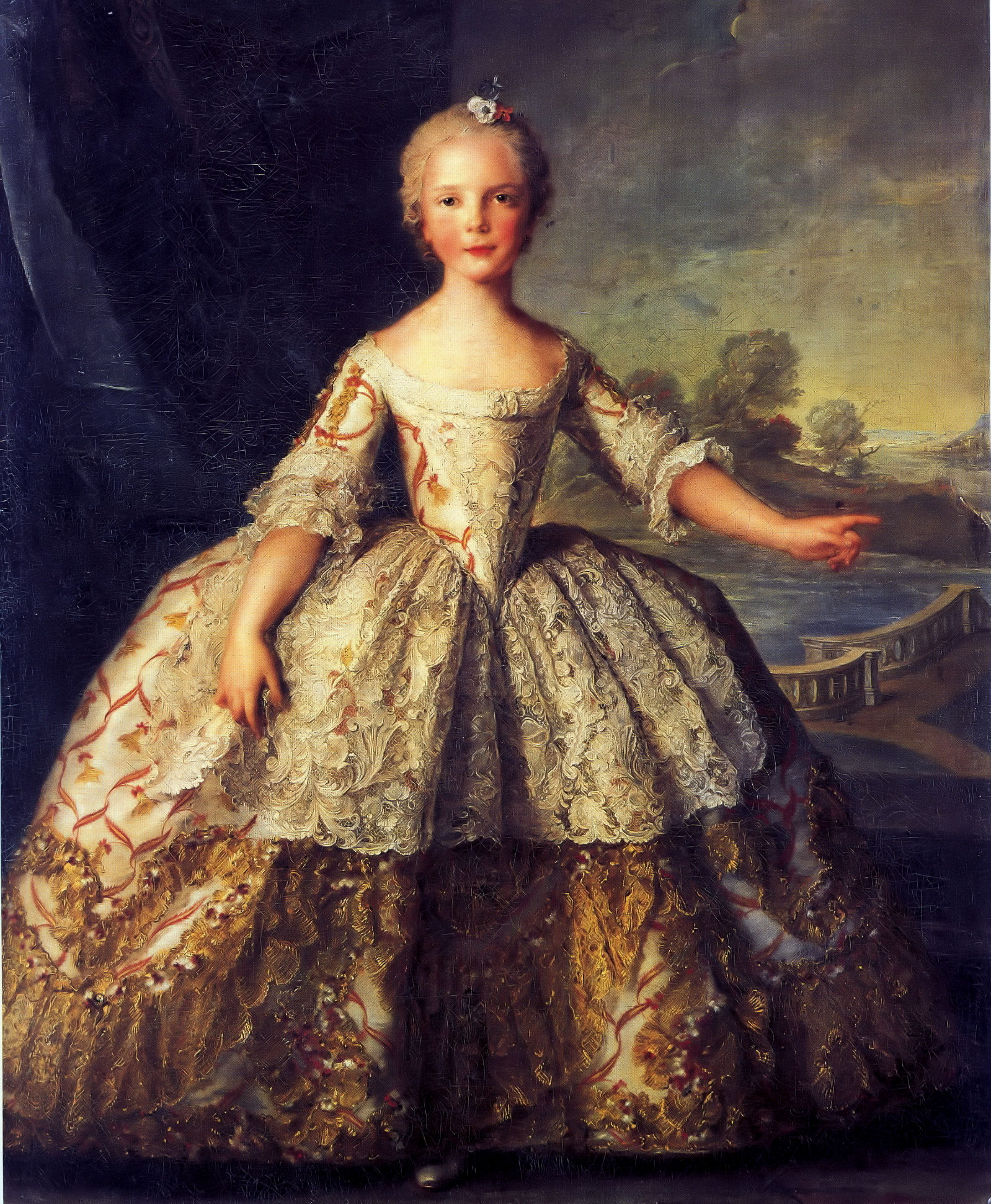
Isabelle enfant à 8 ans, par Jean-Marc Nattier.

Isabelle est membre de la maison de Bourbon, par son père, infant d'Espagne et par sa mère, fille de France. Le mariage de ses parents s'inscrit dans le contexte des relations franco-espagnoles issues de la reconnaissance comme roi d'Espagne du duc d'Anjou, petit-fils de Louis XIV de France. Le roi de France ayant perdu ses héritiers, la couronne de France pouvait passer au roi d'Espagne mais l'Europe n'aurait jamais toléré l'union des deux monarchies sous un seul et même sceptre. Néanmoins, pour resserrer les liens entre les deux monarchies, Louis XV de France, arrière-petit-fils et successeur de Louis XIV, devait épouser Marie-Anne-Victoire d'Espagne, fille de Philippe V. L'infante faisait la joie de la cour de Versailles mais la santé fragile du jeune roi et la nécessité d'engendrer au plus tôt des héritiers causèrent la rupture des fiançailles en 1725 au grand dam de la cour madrilène. Pour réparer cette humiliation, il fut décidé que le futur dauphin de France épouserait une infante d'Espagne tandis qu'un infant d'Espagne épouserait une fille de France.
Dès 1739, Louise-Élisabeth de France, 12 ans, épousait Philippe d'Espagne, 18 ans. L'infant d'Espagne était le troisième fils du roi d'Espagne, il n'était pas destiné à ceindre une couronne. C'était un mariage convenable mais guère brillant pour la fille aînée du roi de France qui devait céder le pas à sa belle-mère et à ses belles-sœurs issues de maisons moins puissantes que la maison de France.
L'infante Isabelle naquit deux ans plus tard, alors qu'éclatait la Guerre de Succession d'Autriche.

### Jeunes années et liens avec sa mère

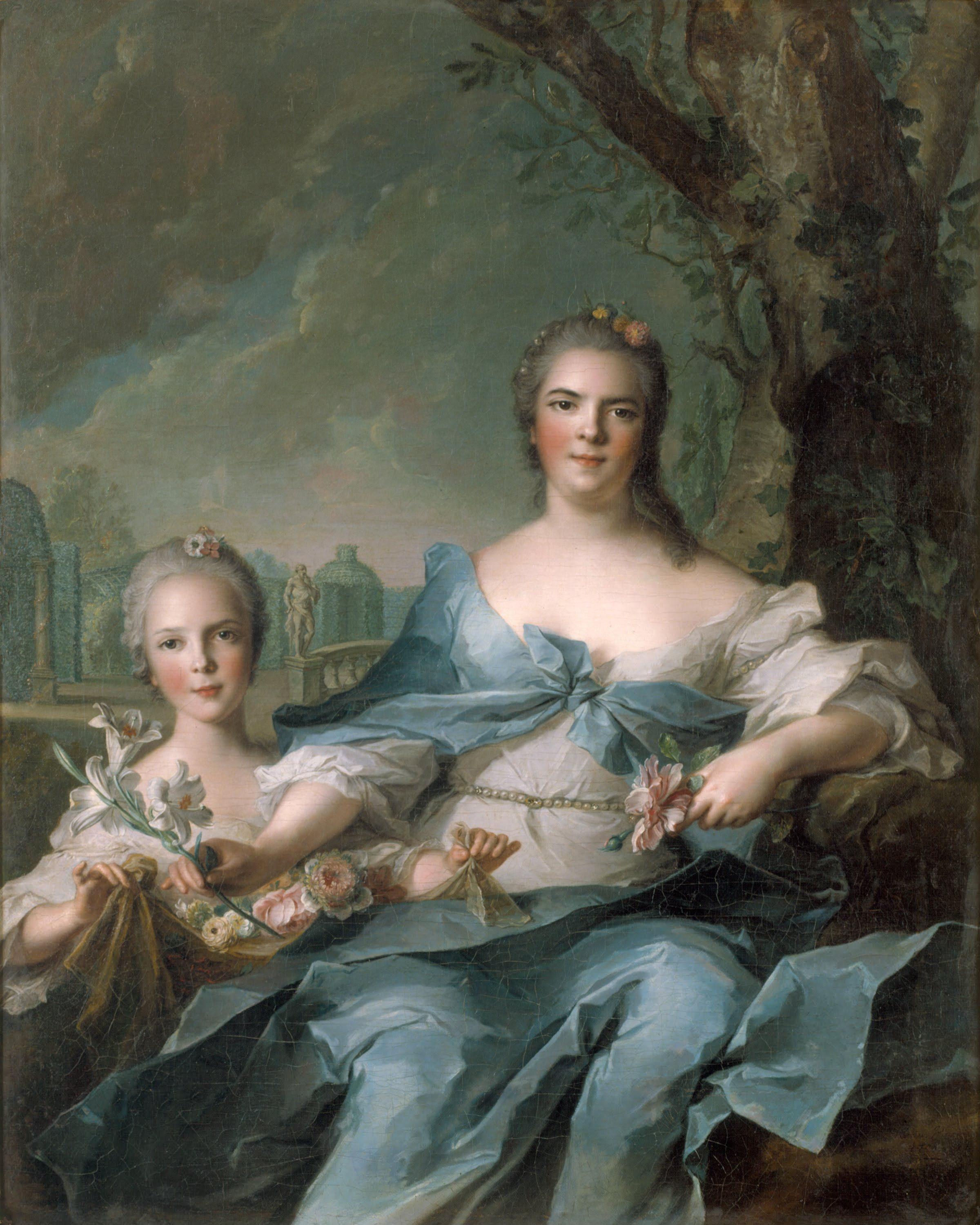
Isabelle de Parme et sa mère par Nattier

Infante d'Espagne, Isabelle est élevée à la cour de son grand-père Philippe V d'Espagne à Madrid, auprès de son ambitieuse grand-mère, Élisabeth Farnèse. En effet, la reine d'Espagne ne songe qu'à récupérer les états dont elle revendique l'héritage : le grand-duché de Toscane et les duchés de Parme, Plaisance et Guastalla. Déjà son fils Charles est roi de Naples et de Sicile. Aussi envoie-t-elle l'infant Philippe combattre en Italie. Isabelle grandira en Espagne, loin de ce père qui combat sans entrain pour un héritage potentiel. Sa femme, l'infante Louise-Elisabeth a de l'ambition pour deux.
À la faveur du traité d'Aix-la-Chapelle en 1748, l'infant Philippe devient duc de Parme, Plaisance et Guastalla. Il rejoint son duché et ses trois cent mille sujets tandis que la nouvelle duchesse fait un détour par Versailles,  afin de remercier son père le roi Louis XV et de s'assurer de son appui et de ses subsides.
La duchesse emmène avec elle la jeune Isabelle âgée de 7 ans, son unique enfant qui fera rapidement la conquête du roi, de sa famille et de la cour.
La duchesse de Parme, que la cour de France nomme « Madame Infante », prolongera autant que possible son séjour, allant jusqu'à faire portraiturer sa fille par le peintre Nattier pour faire durer le temps, et n'arrivera à Parme qu'à la fin de 1749.
Tandis que la France et l'Autriche se rapprochent, la duchesse de Parme, habituée au faste de Versailles et de Madrid, s'ennuie dans son petit duché auprès de son mari quand, après lui avoir donné deux autres enfants en janvier et décembre 1751 dont l'héritier attendu, elle apprend en février 1752 la mort de sa sœur jumelle Madame Henriette. En septembre, elle décide de repartir pour Versailles  afin, dit-elle, de se recueillir sur la tombe de la défunte. Encore une fois, elle restera près d'un an à Versailles, s'alliant aux puissants du jour, notamment la marquise de Pompadour, favorite de son père, au grand dam de son frère le dauphin Louis, de sa mère et de ses sœurs.
De retour à Parme fin 1753, elle fera encore le voyage de Versailles en 1757 à la faveur de la guerre de Sept Ans. La duchesse aimerait une principauté plus avantageuse pour son mari et aussi plus proche de Versailles comme le duché de Luxembourg. Elle espère aussi l'appui de son père dans les projets de mariage qu'elle a formés pour ses deux filles, l'aînée avec le futur empereur Joseph II du Saint-Empire, la cadette avec le duc de Bourgogne, fils aîné du dauphin.
Mais comme sa sœur, la duchesse de Parme sera victime de la variole : elle meurt en 1759 à l'âge de 32 ans et va rejoindre sa sœur jumelle dans la crypte de la basilique Saint-Denis.

### Une éducation princière

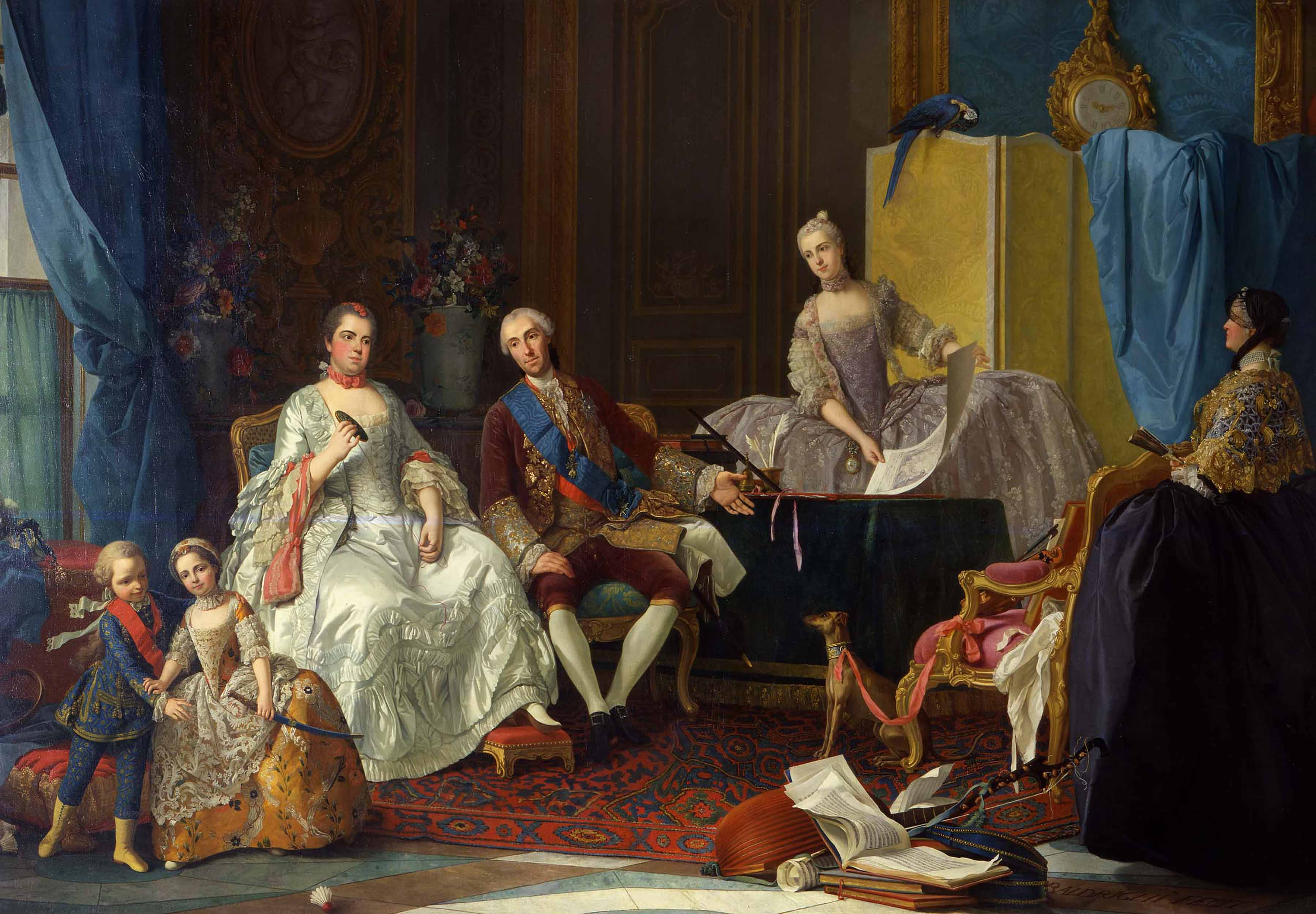
La famille ducale de Parme (vers 1755)

Isabelle apprend le violon et est une lectrice de livres philosophiques, historiques et de théologie. Elle apprécie notamment Bossuet et Law.
À la mort de leur mère qu'ils n'ont pas revue, Isabelle, 16 ans, prend soin de ses cadets Ferdinand, héritier du duché de Parme et Marie-Louise, mais la fragile adolescente souffre de dépression. Elle est fréquemment hantée par des pensées morbides et est persuadée qu'elle va mourir jeune, ce que personne dans son entourage ne soupçonne.

### Mariage: l'union des deux dynasties catholiques

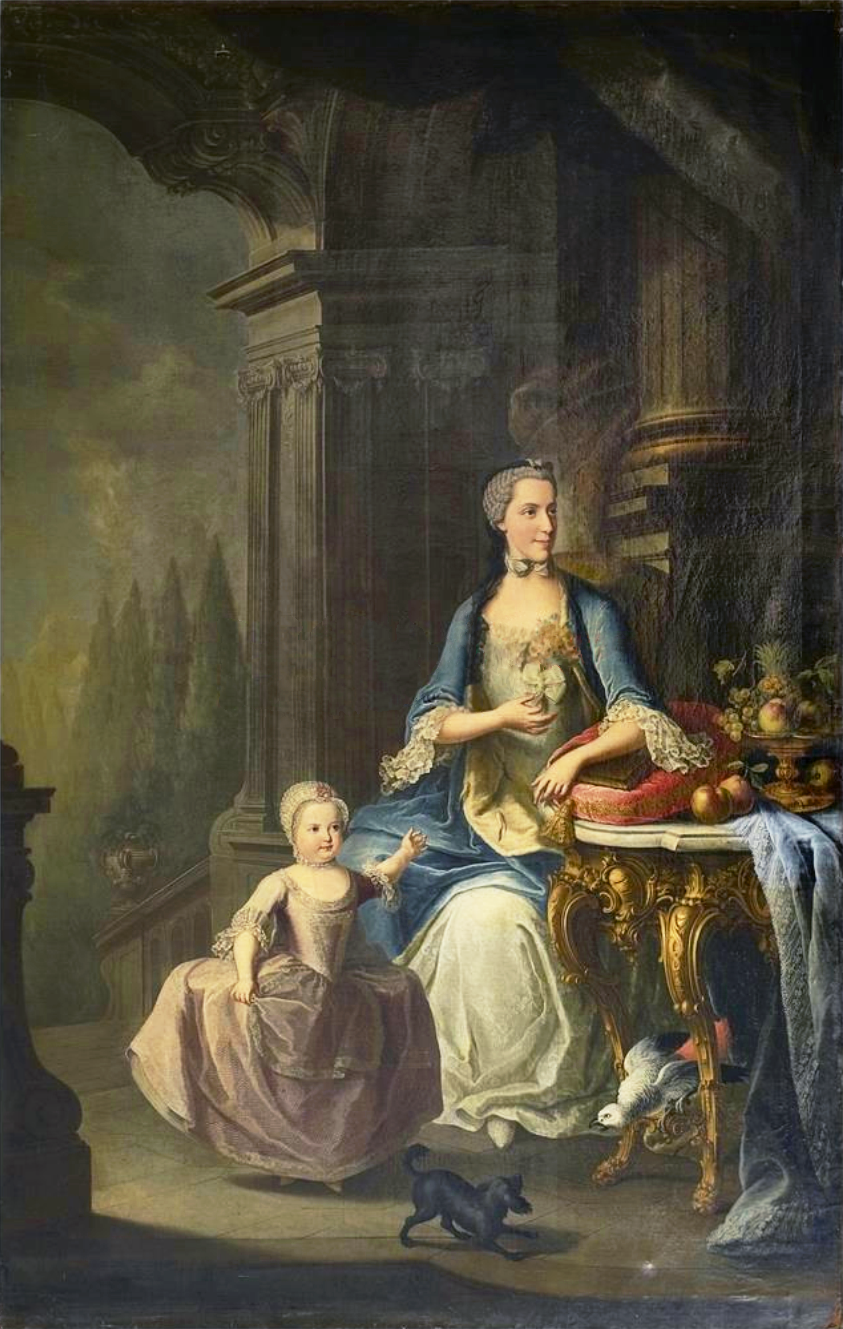
Isabelle de Bourbon-Parme et sa fille aînée Marie-Thérèse (1762-1770).

Dans le cadre du rapprochement des maisons de Bourbon et de Habsbourg-Lorraine, elle épouse, le 6 octobre 1760, à l'âge de 18 ans, celui qui va devenir l'empereur Joseph II.
Elle est mère de deux filles, Marie-Thérèse (1762-1770) et Marie-Christine (1763-1763).
Elle fascine la cour de Vienne par sa beauté et son intelligence. Dotée d'un grand sens politique, elle fait rapidement la conquête du couple impérial et de son mari. Mais si ce dernier l'appelle familièrement « Tya-Tya », pour elle, il reste « l'archiduc », l'homme envers qui elle remplit ses devoirs d'épouse.
En fait, si elle fait bonne figure, elle s'ennuie à Vienne. Elle s'occupe en écrivant différents ouvrages historiques ou philosophiques, et même un ouvrage de piété.

### Relation avec sa belle-sœur Marie-Christine
Isabelle et sa belle-sœur, l'archiduchesse Marie-Christine, deviennent très rapidement amies ; même si elles se rencontrent tous les jours, la vie de cour les sépare et elles s'écrivent beaucoup. Dans une des lettres enflammées, Isabelle manifeste son amour pour Marie-Christine : « Je vous écris encore, sœur cruelle, bien que je sois à peine partie, je ne peux supporter d'attendre de connaître mon destin, et de savoir si vous me considérez digne de votre amour, ou bien si vous voulez que je me jette dans le fleuve ... Je ne réussis à penser à rien, seulement que je suis très amoureuse. »[réf. nécessaire]
Dans une autre lettre, elle écrivit : « D'habitude je dis que le jour commence en pensant à Dieu. Cependant je débute le jour en pensant à l'objet de mon amour, c'est pour cela que je pense continuellement à elle. »[réf. nécessaire]
Élisabeth Badinter, qui a édité les 194 lettres enflammées qu'Isabelle adressa à Marie-Christine, estime qu'il s'agit d'un amour lesbien, mais il s'agit d'une interprétation controversée car elle est parmi les seuls à affirmer l'existence de relations physiques. Pour d'autres historiens ayant étudié le cas (Antonia Fraser, Simone Bertière, etc.), il s'agirait de sentiments amoureux ardents de la part d'Isabelle, combattus mais sans succès, et non partagés par Marie-Christine, et par définition platoniques dans le monde étouffant d'une cour royale où toute émotion est taboue et par contrecoup exacerbée.

### Décès
Isabelle donne naissance en 1763 à une deuxième fille, Marie-Christine, qui meurt lors de l'accouchement. Isabelle meurt peu de jours après de variole.
Isabelle est enterrée dans la crypte des Capucins, nécropole des Habsbourg à Vienne.
L'archiduc restera inconsolable. Il se remariera cependant, mais traitera sa seconde épouse Josépha de Bavière avec beaucoup de dureté.